# Phrynocephalus euptilopus
Espèce
Phrynocephalus euptilopus est une espèce de sauriens de la famille des Agamidae.

## Répartition
Cette espèce est endémique du Baloutchistan au Pakistan. Sa présence en Afghanistan ou en Inde a été infirmée par Khan, 1999

## Publication originale
- Alcock & Finn, 1897 "1896" : An account of the Reptilia collected by Dr. F.P. Maynard, Captain A.H. McMahon, C.I.E., and the members of the Afghan-Baluch Boundary Commission of 1896. Journal of the Asiatic Society of Bengal, vol. 65, p. 550-566 (texte intégral).